# Diego Martínez Roca
Diego Martínez Roca (Lima, 24 de abril de 1981) es un exfutbolista peruano. Jugaba de volante defensivo y tiene 43 años. 

## Trayectoria
Formado en las divisiones menores de Sporting Cristal, debuta por el cuadro rimense el año 2001. 
Tras su paso por el club "celeste" ha alternado en diversos clubes con diverso protagonismo como Unión Huaral, Alianza Atlético, Sport Boys y FBC Melgar. El año 2010 jugó por el Inti Gas Deportes.
En el 2001 formó parte de la selección nacional Sub-20 que disputó el Sudamericano.

## Clubes
| Club                 | País | Año       |
| -------------------- | ---- | --------- |
| Sporting Cristal     | Perú | 2001-2002 |
| Coronel Bolognesi FC | Perú | 2002      |
| Sporting Cristal     | Perú | 2003      |
| Unión Huaral         | Perú | 2004      |
| Alianza Atlético     | Perú | 2005      |
| Sport Boys           | Perú | 2006      |
| FBC Melgar           | Perú | 2007      |
| José Gálvez          | Perú | 2008-2009 |
| Inti Gas             | Perú | 2010      |
| Atlético Grau        | Perú | 2010      |
| Alianza Unicachi     | Perú | 2012      |
| Willy Serrato        | Perú | 2012      |
| Alianza Cristiana    | Perú | 2013      |
| Atlético Torino      | Perú | 2013-2014 |
| Carlos A. Mannucci   | Perú | 2015      |